# Wachau (Sachsen)
Wachau (obersorbisch Wachow) ist eine Gemeinde im Südwesten des Landkreises Bautzen (Sachsen) und besteht seit 1998 (Eingemeindung von Lomnitz) aus fünf Ortsteilen. Die Ortsteile der Gemeinde sind Feldschlößchen, Leppersdorf, Lomnitz, Seifersdorf und Wachau (Altgemeinde). Die Ortsteile Feldschlößchen und Wachau (Altgemeinde) sind zur Ortschaft Wachau zusammengefasst, so dass die Gemeinde Wachau zwar aus fünf Ortsteilen, aber aus nur 4 Ortschaften besteht, die somit den früheren vier eigenständigen Gemeinden entsprechen. Die Landeshauptstadt Dresden ist etwa 25 Kilometer entfernt.

## Nachbarorte und -regionen
| Ottendorf-Okrilla                     | Lomnitz                                     | Lichtenberg |
| Seifersdorf                           | Kompassrose, die auf Nachbargemeinden zeigt | Leppersdorf |
| Seifersdorfer Tal, Liegau-Augustusbad | Feldschlößchen, Radeberg                    | Landwehr    |

## Ortsgliederung
Die Ortsteile der Gemeinde sind Feldschlößchen (hat jedoch keinen Status einer Gebietskörperschaft bzw. Verwaltungseinheit und keinen Ortschaftsrat), Leppersdorf, Lomnitz, Seifersdorf und Wachau (Altgemeinde). Die Ortsteile tragen gemäß Sächsischer Gemeindeordnung den Status einer Ortschaft mit eigener Ortschaftsvertretung (außer Feldschlößchen, das mit Wachau Altgemeinde eine gemeinsame Ortschaft bildet). Leppersdorf und Seifersdorf schlossen sich 1994 mit Wachau (einschließlich dessen Ortslage Feldschlößchen) zur Landgemeinde Wachau zusammen. 1994 wurde mit einem Mehrheitsbeschluss der bis dahin eigenständigen Gemeinden Leppersdorf, Seifersdorf und Wachau entschieden, dass die neu entstandene Gemeinde mit ihren Ortsteilen den Namen Wachau trägt. Lomnitz wurde am 1. Januar 1998 eingemeindet.
Die Gemeinde Wachau regte 2019 eine Gemeindefusion mit Lichtenberg an. Dazu sind am 1. September 2019, parallel zur Landtagswahl in Sachsen 2019, in beiden Gemeinden Bürgerentscheide durchgeführt worden. Während die wahlberechtigten Bürger Wachaus mehrheitlich einer Fusion zustimmten, haben die Bürger Lichtenbergs diese abgelehnt. Damit ist die von Wachau initiierte Fusions-Absicht gescheitert.

## Geografie und Verkehr des Ortsteils Wachau
Der Ortsteil Wachau (Altgemeinde) liegt vier Kilometer nördlich von Radeberg, unweit der Alten Salz- oder Glasstraße, einer mittelalterlichen Verbindungsstraße, die einst vom böhmischen Schluckenau bis nach Leipzig bzw. Halle führte. Die Altgemeinde Wachau liegt eingebettet in eine Senke zwischen den Erhebungen des Timmelsbergs (259 m), des Orlberges (217 m) und des Steinberges (264 m) am westlichen Rand des Landschaftsschutzgebietes Westlausitz und, als naturräumliche Gliederung gesehen, als Wachauer Lösshügelland am Rand des Westlausitzer Hügel- und Berglandes, ohne jedoch zur Region Oberlausitz zu gehören.

### Verkehrsanbindung des Ortsteils Wachau
Der 942 Einwohner (31. Dezember 2010, ohne Ortsteile) zählende Ortsteil Wachau am Saugraben liegt unmittelbar an der Bundesautobahn 4, die nächstgelegenen Anschlussstellen sind Ottendorf-Okrilla und Pulsnitz. Durch Wachau verlaufen die Kreisstraßen 9253 und 9254. Die Buslinien 760 und 767 des Regionalbus Oberlausitz bedienen mehrere Haltestellen in Wachau.

## Geschichte des Ortsteils Wachau
Im Jahr 1218 wurde der Ort erstmals urkundlich als Wachowe erwähnt. Der altsorbische Name bezeichnet die Siedlung als „Ort eines Vach“. Die Schreibweise des Ortsnamens änderte sich mehrfach im Lauf der Zeit, Schreibweisen wie zum Beispiel Wachow (1358), Wacho (1456), Wacha (1459) und Wache (1542) sind überliefert. Ab 1378 befand sich das Gut im Besitz der Familie von Schönfeld.

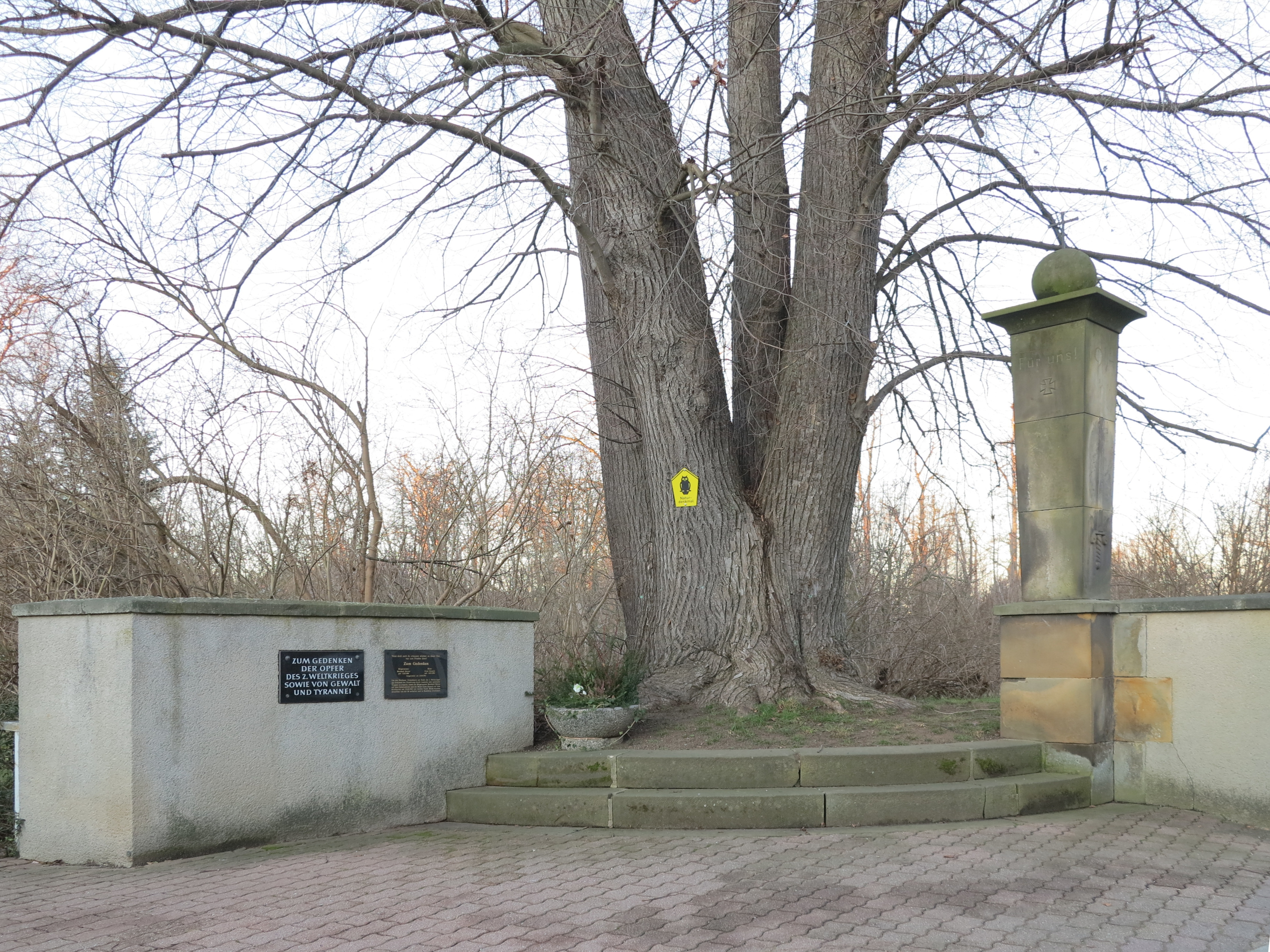
V. l. n. r. Erinnerung an die Opfer des 2. WK sowie von Gewalt und Tyrannei, Erinnerung an zwei Hinrichtungen in den letzten Kriegstagen und Denkmal für den 1. WK.

Eine Tafel erinnert an zwei mutige Bürger des Ortes, die wenige Tage vor dem Ende des Zweiten Weltkriegs Opfer der Hitlerdiktatur wurden. Der Text beginnt mit einem Zitat aus Lukas 19,42 und lautet:
Wenn (doch) auch du erkennen würdest zu dieser Zeit, was zum Frieden dient!
Zum Gedenken
Bürgermeister Bernhard Heinze, geb. 12.02.1884
Bauer Ernst Kunatz, geb. 16.01.1896
Hingerichtet am 24.04.1945
Um den Wachauer Einwohnern am Ende des Zweiten Weltkrieges das Schicksal der Zerstörung durch russische oder polnische Truppen zu ersparen, hissten der Bürgermeister Bernhard Heinze auf dem Gemeindeamt und der Bauer Ernst Kunath auf dem Kirchenturm ein weißes Tuch. Beide wurden daraufhin von der SS verhaftet und in Radeberg erschossen.

### Entwicklung der Einwohnerzahl

#### Dorf Wachau (mit Feldschlößchen)
| Jahr      | 1834 | 1871 | 1890 | 1910 | 1925 | 1939 | 1946 | 1950 | 1964 | 1990 |
| Einwohner | 704  | 890  | 955  | 1358 | 1558 | 1824 | 1914 | 2109 | 1510 | 1323 |

#### Landgemeinde Wachau
| Jahr      | 1994 | 1998 | 1999 | 2000 | 2001 | 2006 | 2007 | 2009 | 2010 | 2012 |
| Einwohner | 3901 | 4547 | 4619 | 4651 | 4656 | 4511 | 4515 | 4448 | 4367 | 4315 |

Quelle der Daten von 1994–2001/2012: www.gemeinde-wachau.de

## Sehenswürdigkeiten
- Das Barockschloss Wachau befindet sich auf einer künstlich angelegten Insel inmitten des Ortes. Das Schloss wurde zwischen 1730 und 1754 im Auftrag der verwitweten Gräfin Magdalena Sophie von Schönfeld, geb. Gräfin von Werthern (1692–1757), für ihren Sohn Johann Georg Graf von Schönfeld (1718–1770) errichtet. Nach dessen Tod wechselte es häufiger die Besitzer und kam 1883 an die Leipziger Kaufmannsfamilie Kühne. Letzter Eigentümer war der Diplomat Hans Kühne (1875–1963), der es bis 1945 besaß. 2019 wurde Schloss Wachau verkauft.
- Die Wachauer Kirche ist mit Kirchenmalereien von Erhard Ludewig Winterstein, Maler und Lehrer an der Königlichen Kunstakademie und Kunstgewerbeschule in Leipzig, ausgestaltet.
- Das Seifersdorfer Tal ist vor allem durch den Landschaftsgarten aus dem 18. Jahrhundert überregional bekannt und wurde ab 1781 von der Seifersdorfer Gräfin Christina von Brühl ausgestaltet.
- Das Schloss Seifersdorf wurde um 1530 von der Familie von Haugwitz errichtet und im 19. Jahrhundert von Carl von Brühl als neogotisches Bauwerk nach Plänen von Karl Friedrich Schinkel umgestaltet. In Seifersdorf gab es drei große Familie. Die Familie von Haugwitz, die Familie von Grünrodt (Erbauer der Seifersdorfer Kirche 1604) sowie ab 1747 die Familie von Brühl bis 1945.
- Der Steinberg ist eine 264 Meter hohe Erhebung an der alten böhmischen Salzstraße in Seifersdorf (Wachau).
- Der Fünfhufenteich ist ein ausgewiesenes Flächennaturdenkmal und liegt zwischen Seifersdorf und Lomnitz.
- Das Seifersdorfer Tal, der Schlosspark Seifersdorf und der Schlosspark Wachau sowie das Waldgebiet Landwehr wurden 2010 vom sogenannten Tornado am Pfingstmontag großflächig beschädigt.

Die Kulturdenkmale der Gemeinde sind in der Liste der Kulturdenkmale in Wachau aufgeführt.

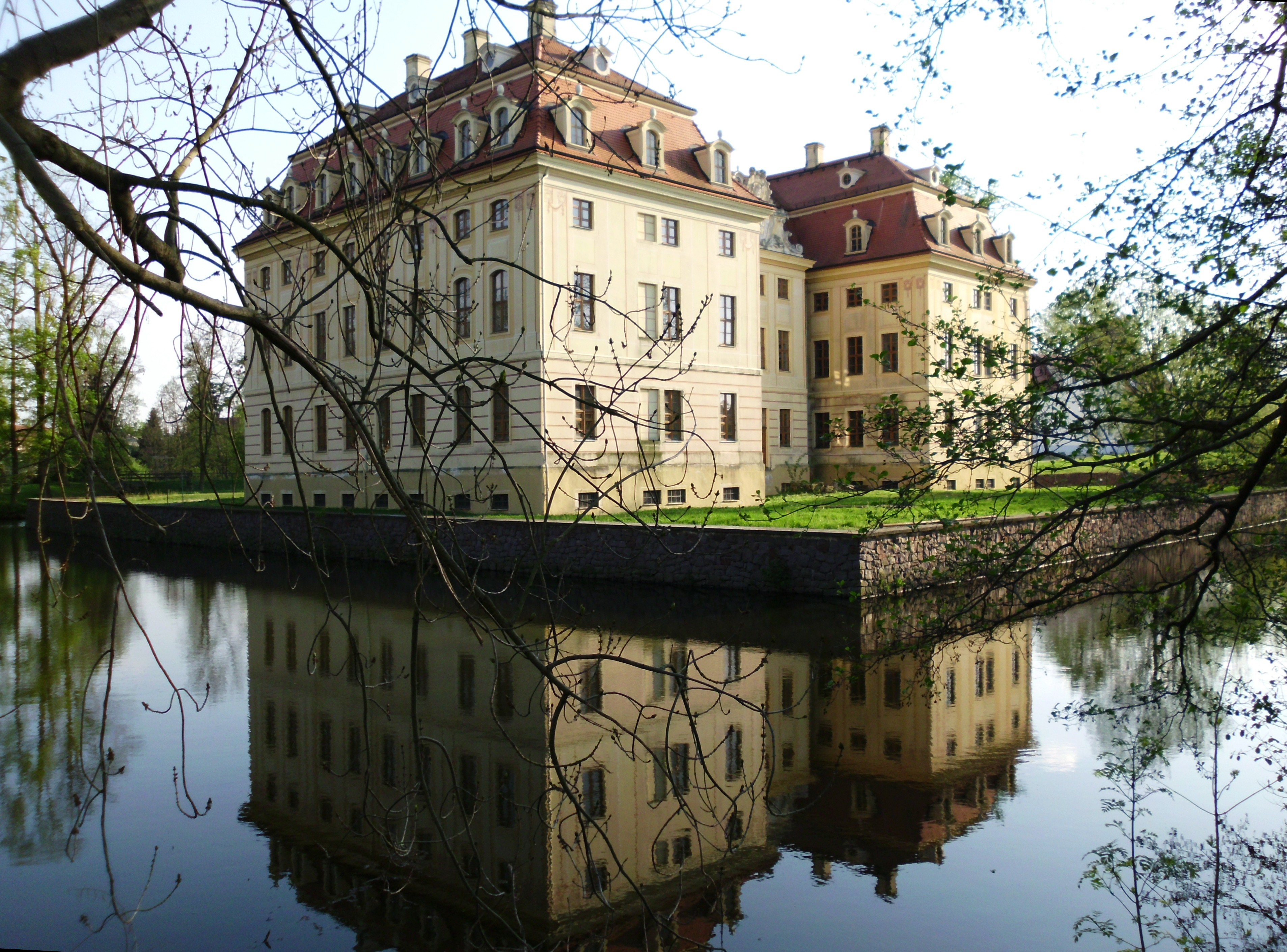
Barockschloss Wachau
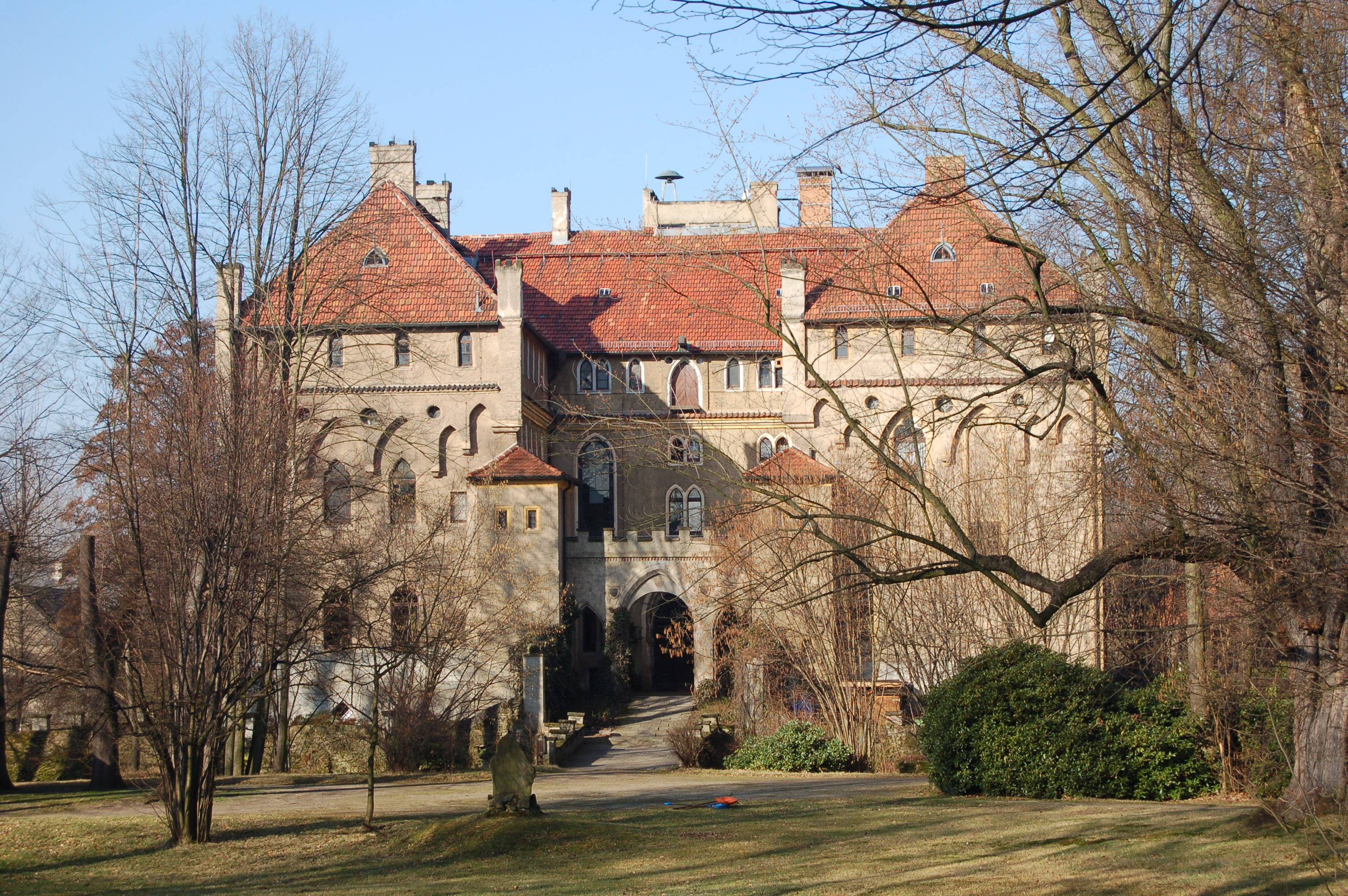
Seifersdorfer Schloss
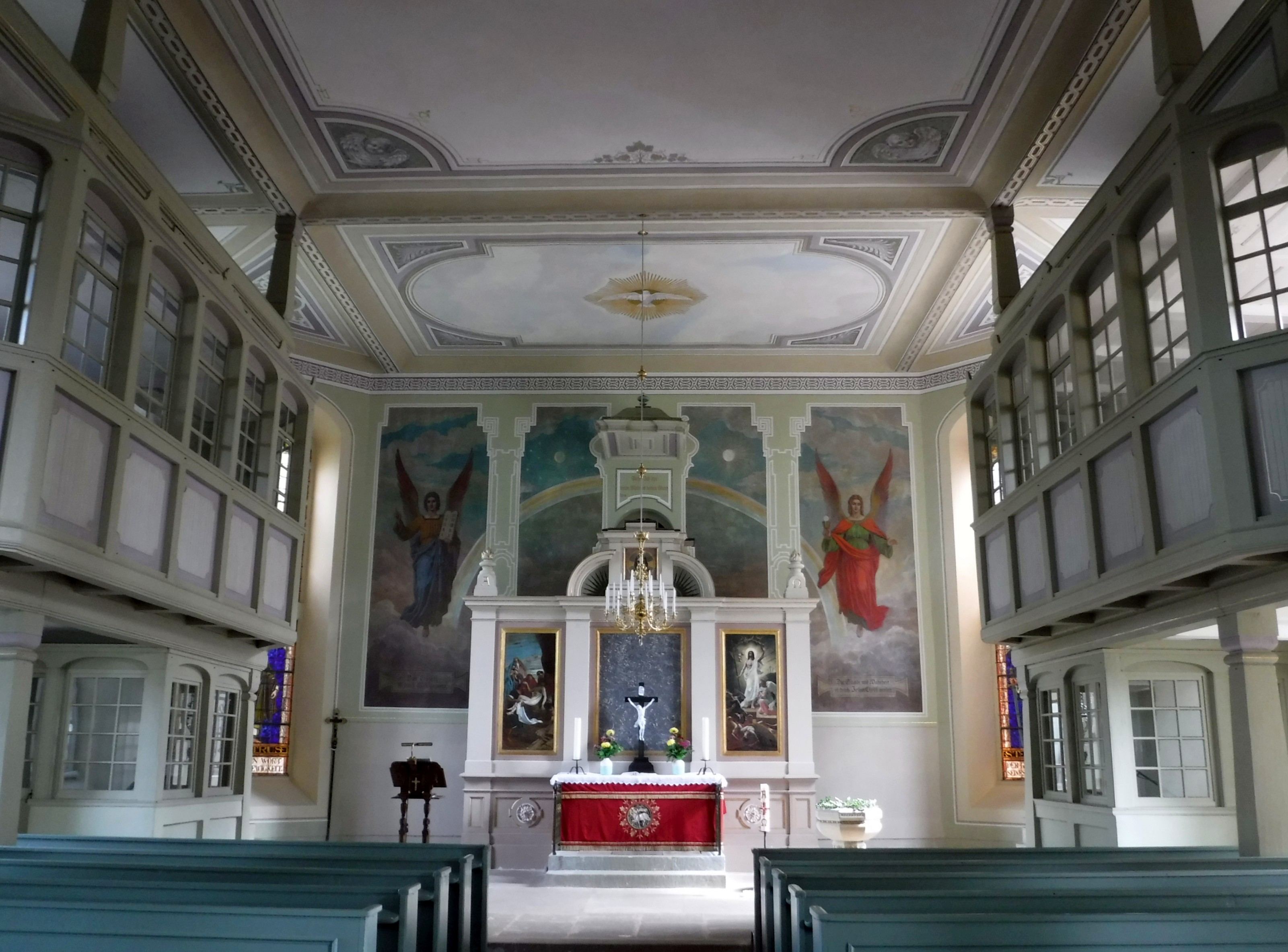
Inneres der Kirche Wachau (Sachsen) mit Kirchenmalereien von Erhard Ludewig Winterstein
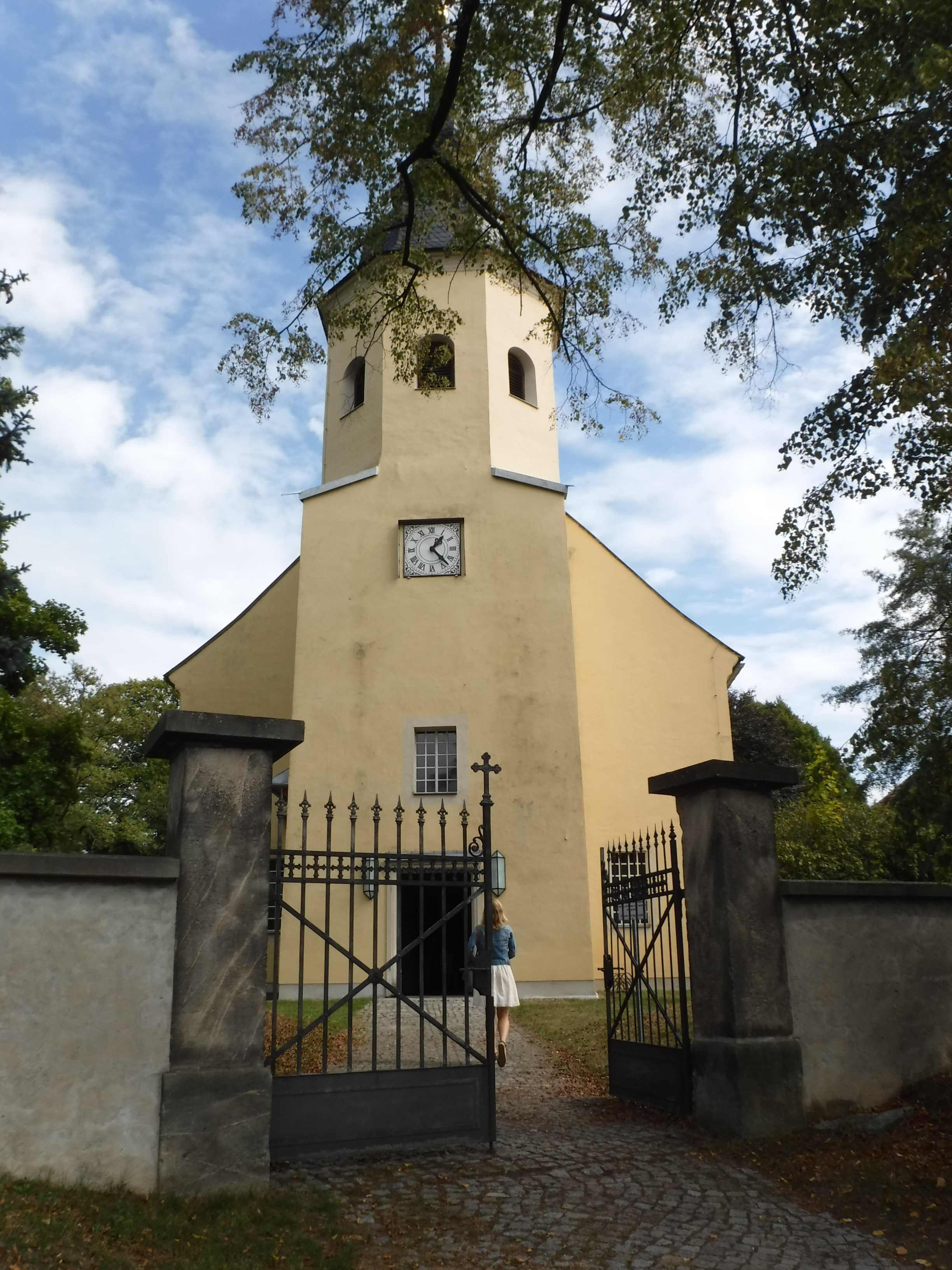
Evangelische Pfarrkirche Wachau (Sachsen)
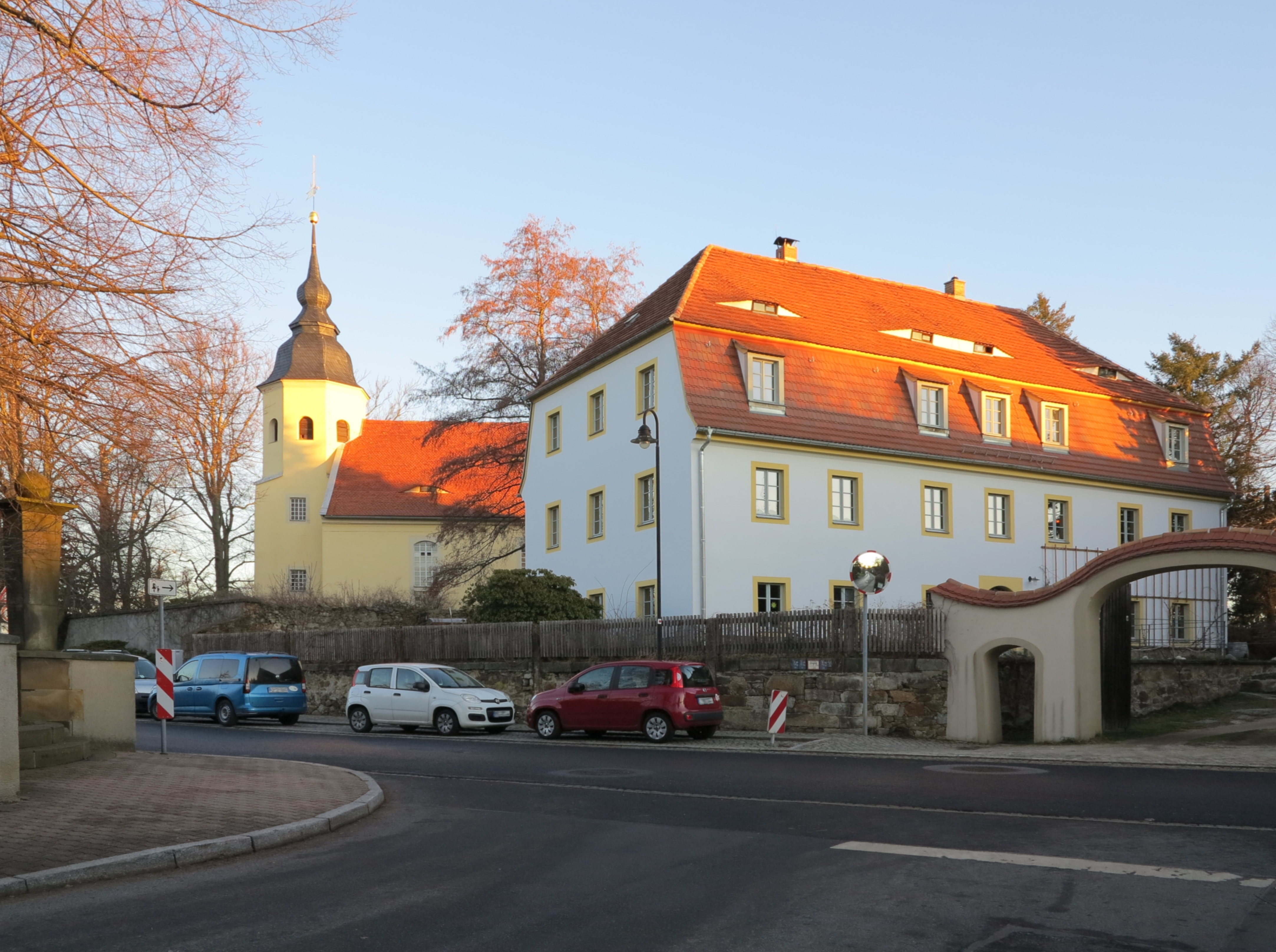
Blick auf Kirche und Pfarrhaus

### Naturschutz
- Siehe auch: Liste der Naturdenkmale in Wachau (Sachsen)

## Politik
- OBL: 4
- CDU: 7
- AfD: 1

Die AfD kann zwei Sitze nicht besetzen. Der Gemeinderat verkleinert sich entsprechend.

### Gemeinderat
Die Gemeinderatswahl am 9. Juni 2024 ergaben folgende Sitzverteilung im Wachauer Gemeinderat:
- CDU: 7 Sitze
- Offene Bürgerliste: 4 Sitze
- AfD: 1 Sitz

| Liste              | 2024   | 2024   | 2019   | 2019   | 2014   | 2014   |
| Liste              | Sitze  | in %   | Sitze  | in %   | Sitze  | in %   |
| ------------------ | ------ | ------ | ------ | ------ | ------ | ------ |
| CDU                | 7      | 45,8   | 6      | 42,3   | 9      | 50,6   |
| Offene Bürgerliste | 4      | 31,0   | 8      | 57,7   | 6      | 38,3   |
| AfD                | 1      | 23,2   | –      | –      | –      | –      |
| Linke              | –      | –      | –      | –      | 1      | 7,8    |
| NPD                | –      | –      | –      | –      | –      | 3,2    |
| Wahlbeteiligung    | 80,1 % | 80,1 % | 75,6 % | 75,6 % | 66,3 % | 66,3 % |

### Bürgermeister
Veit Künzelmann wurde im Juni 2015 mit 90,4 % der Stimmen im Amt bestätigt.
| Wahl | Bürgermeister   | Vorschlag | Wahlergebnis (in %) |
| ---- | --------------- | --------- | ------------------- |
| 2022 | Veit Künzelmann | CDU       | 72,5                |
| 2015 | Veit Künzelmann | CDU       | 90,4                |
| 2008 | Veit Künzelmann | CDU       | 50,1                |
| 2001 | Michael Eisold  | CDU       | 93,7                |

### Wappen
Beschreibung: Das Wappen ist in silbernen Schildfuß mit drei blauen Wellenbalken geteilt und oben zweimal mit schwarzem Faden gespalten.
1. Im ersten Feld in Silber auf grünem Berg ein weißes Haus mit rotem Dach, nach rechts wehender Fahne, schwarzen Fenstern und Eingang;
2. Im zweiten Feld in Silber ein schwarzer Kranich auf spitzen grünem Grund und
3. Im dritten Feld in Silber auf gebogenem grünen Schildfuß eine grüne Pflanze mit fünf blauen fünfblättrigen Blüten.

## Bildung
Die Gemeinde Wachau verfügt über zwei Grundschulen in Wachau und Leppersdorf. In Lomnitz, Leppersdorf, Seifersdorf und Wachau gibt es Kindertagesstätten.

## Wirtschaft des Ortsteils Wachau
Die „Hausbrauerei Schiller Wachau“ eröffnete 2005 und zählte zu den kleinsten Brauereien Sachsens. Gebraut wurden unter anderem die Sorten „Wachauer Landbier“ und „Schwarzer Rauch“. Die Brauerei produzierte bis 2011 in Wachau, danach wurde die Produktionsstätte in den Coswiger Ortsteil Neusörnewitz verlegt. Außerdem befinden sich im Ort mehrere Handwerks- und Dienstleistungsunternehmen.

## Vereine und Veranstaltungen im Ortsteil Wachau
Das Leben in Wachau wird durch verschiedene Vereine geprägt, etwa den Förderverein der Freiwilligen Feuerwehr Wachau, einen Heimatverein, den Kirchenbauverein, der sich um die Erhaltung der Dorfkirche bemüht, der Bauern- und Erlebnisreiterhof „Wunder Land e. V.“  und den Sportverein TSV Wachau.
Jedes Jahr im Herbst findet der „Wachauer Fischzug“ statt, bei dem die Zuchtkarpfen des Dorfteiches publikumswirksam abgefischt und verkauft werden. Weitere regelmäßige Veranstaltungen in Wachau sind das Erntedankfest und das Bankfest des Heimatvereins, das Vereinsfest des Reiterhofs und der Weihnachtsmarkt in der Grundschule.

## Persönlichkeiten

### Söhne und Töchter des Ortes Wachau
- Johann Gottlob Freudenberg (1712–nach 1773), Violinist
- Carl August Richter (1770–1848), Zeichner, Radierer und Kupferstecher, Vater des Malers Ludwig Richter
- Anne Dorn (1925–2017), Schriftstellerin
- Joachim Pietzsch (* 1947), Handballspieler und -trainer

### Mit Wachau verbunden
- Heinrich August Blochmann (1787–1851), Landwirt, Autor und Agrarreformer
- Marianne Dextor (1942–2020), Malerin, Grafikerin und Fotografin
- Werner Juza (1924–2022), Maler, Zeichner und Grafiker
- Heinrich Carl Richter, Kammerherr bei Johann Georg Graf von Schönfeld auf Schloss Wachau, später Kupferstecher, Vater von Carl August Richter, Großvater des Malers Ludwig Richter
- Erhard Ludewig Winterstein (1841–1919), Maler, Lehrer an der Königlichen Kunstakademie und Kunstgewerbeschule in Leipzig